# Wadsworth (Illinois)
Wadsworth is een plaats (village) in de Amerikaanse staat Illinois, en valt bestuurlijk gezien onder Lake County.

## Demografie
Bij de volkstelling in 2000 werd het aantal inwoners vastgesteld op 3083. In 2006 is het aantal inwoners door het United States Census Bureau geschat op 3678, een stijging van 595 (19,3%).

## Geografie
Volgens het United States Census Bureau beslaat de plaats een oppervlakte van 22,8 km², waarvan 22,7 km² land en 0,1 km² water. Wadsworth ligt op ongeveer 244 m boven zeeniveau.

## Plaatsen in de nabije omgeving
De onderstaande figuur toont nabijgelegen plaatsen in een straal van 8 km rond Wadsworth.